# Kándia (Grèce)
Pour les articles homonymes, voir Candia.
Kándia (grec moderne : Κάντια) est une localité située dans le dème des Naupliens, dans le district régional d'Argolide, dans la périphérie du Péloponnèse, en Grèce.
Selon le recensement de 2021, elle compte 291 habitants.

## Géographie
Kándia est située à 19 kilomètres au sud de Nauplie. Le village appartient, à la suite du programme Kallikratis de 2011, au district municipal d'Asíni, lui-même rattaché au dème (municipalité) de Nauplie.

## Histoire
Kándia a été construite peu après la guerre d'indépendance grecque par des réfugiés venus de Crète, comme la cité voisine de Tolo. Kándia est nommé d'après l'ancien nom vénitien de l'île de Crète, Candie.

## Économie
Kándia possède également à Candia Beach des installations touristiques (hôtels et camping), ainsi qu'une une plage. Kándia bénéficie de la proximité des sites touristiques de Nauplie et d'Épidaure.